# Lypha ruficauda
Lypha ruficauda là một loài ruồi trong họ Tachinidae.